# Collada de Mates Roges
La Collada de Mates Roges és una collada dels contraforts nord-orientals del Massís del Canigó, a 1.835,4 metres d'altitud, en el límit dels termes comunals de Castell de Vernet i de Pi de Conflent, tots dos a la comarca del Conflent, de la Catalunya del Nord.
Està situada a la zona nord-est del terme de Pi de Conflent i a la zona central-occidental del de Castell de Vernet. És a ponent de Marialles.